# A.Y. Jackson
Alexander Young Jackson (ur. 3 października 1882, w Montrealu, Quebec, zm. 5 kwietnia 1974, w Kleinburgu, Ontario) – kanadyjski malarz-pejzażysta, członek założyciel Grupy Siedmiu, artysta rezydent McMichael Canadian Art Collection, Kawaler Orderu Kanady.

## Życiorys
W 1891 ojciec Jacksona, nieudany przedsiębiorca, porzucił rodzinę. Jackson w wieku dwunastu lat rozpoczął pracę w montrealskiej firmie litograficznej, aby pomóc matce w wyżywieniu rodziny. Pracując w firmie zainteresował się sztuką. Żeby rozwinąć swe zainteresowania, zapisał się na kursy wieczorowe. W latach 1896–1899 uczęszczał do montrealskiej Conseil des arts et manufactures, gdzie uczył się pod kierunkiem Edmonda Dyonneta.
W 1905 Jackson wyjechał do Europy, gdzie spędzał czas, studiując sztukę. W tym samym roku powrócił do Ameryki i rozpoczął studia w Art Institute of Chicago. Był wówczas pod silnym wpływem impresjonizmu, co stało się widoczne w jego twórczości. W 1907 wyjechał do Paryża, żeby studiować impresjonizm w Académie Julian pod kierunkiem Jean-Paula Laurensa. Tam podjął decyzję zostania zawodowym malarzem. W Paryżu pozostał do roku 1912, po czym powrócił do Montrealu. Jeszcze w Paryżu, w 1910, namalował jeden ze swych najważniejszych obrazów, Na skraju lasu klonowego.
Jackson zniechęcił się do kanadyjskiej sceny artystycznej i rozważał wyjazd do Stanów Zjednoczonych. Otrzymał wówczas list od J.E.H. MacDonalda i Lawrena Harrisa, którzy byli zainteresowani jego twórczością i zaprosili go do Toronto. Wśród prac artysty, które wzbudziły ich zainteresowanie, był obraz Na skraju lasu klonowego; w liście zapraszającym MacDonald stwierdził, iż kupnem tego dzieła zainteresowany był Harris.
Jesienią 1913 Jackson pojechał do Toronto. Wkrótce zaczął malować w jednym studio razem Tomem Thomsonem, z którym się zaprzyjaźnił. Nauczył Thomsona pewnych aspektów techniki, zwłaszcza koloru. Thomson natomiast zapoznał go z dzikimi przestrzeniami Kanady. W lutym 1914 Jackson pojechał do Canoe Lake w Algonquin Provincial Park, gdzie odkrył malarskie aspekty tego regionu. Wyprawił się tam powtórnie jesienią razem Tomem Thomsonem, Arthurem Lismerem i Frederickiem Varleyem. Owocem tej wyprawy był Czerwony klon, obraz o secesyjnej kompozycji, zrównoważonej śmiałą kolorystyką.
Sponsorem Jacksona był w tym czasie James MacCallum, który razem z Lawrenem Harrisem sfinansował budowę pierwszego w Kanadzie studia, zbudowanego specjalnie z myślą o malowaniu.
W 1914 Jackson wstąpił do armii kanadyjskiej, w której służył przez dwa lata, dopóki nie został ranny w czerwcu 1917. Przeniesiony został wówczas do działu archiwum, w którym pracował jako artysta wojenny tworząc wiele wybitnych dzieł.
W 1918 artysta powrócił do Kanady. Lato 1919 spędził na malowaniu nad zatoką Georgian Bay, a we wrześniu razem z Lawrenem Harrisem, J.E.H. Macdonaldem i Frankiem Johnstonem wyprawił się w rejon Algomy. Owocem tej, jak i następnych ekspedycji były prace zaprezentowane w maju 1920 w Toronto na pierwszej wystawie Grupy Siedmiu.
W 1920 roku został wybrany prezesem nowo powstałej w Montrealu Beaver Hall Group, grupy, do której należało kilka wpływowych artystek w świecie sztuki. W 1924 zaczął wykładać w Ontario College of Art, ale zrezygnował po roku, aby kontynuować szkicowanie w plenerze. Zamiłowany pejzażysta, namalował najbardziej rozpoznawalne i wyraziste widoki Kanady, zwłaszcza zimowe. Przemierzał odległe regiony, w tym Arktykę, którą odwiedził w 1927 i 1930. Często powracał do regionów swojej młodości, w tym do Quebecu i zatoki Georgian Bay. W 1926 w Quebecu namalował obraz Dzieci, który jest przykładem stosowanych przez niego prostych, zaokrąglonych form i łagodnych kolorów dla przedstawienia robiącego wrażenie, nieprzemijającego dzieła.
W 1931 miała miejsce ostatnia wystawa Grupy Siedmiu. Później została utworzona nowa formacja, Canadian Group of Painters. W jej składzie znaleźli się Jackson i Arthur Lismer. Jackson nadal podróżował i malował będąc w późniejszych latach mentorem dla innych młodych artystów. W 1936 roku ponownie odwiedził Europę. Często odbywał wojaże artystyczne po Kanadzie. Przed 1941 otrzymał doktorat honoris causa Uniwersytetu Królowej w Kingston, Ontario. W 1943 wyjechał do Banff, gdzie przez sześć lat wykładał w Banff School of Fine Arts. Przed 1953 powrócił do Ontario, gdzie otrzymał kolejny tytuł doktora honoris causa w Uniwersytecie McMastera w Hamilton. W latach 60. otrzymał dwa kolejne honorowe doktoraty, w Uniwersytecie Saskatchewan i Uniwersytecie Kolumbii Brytyjskiej. W 1967 został kawalerem Orderu Kanady, najwyższego cywilnego odznaczenia nadawanego w tym kraju. W 1968 doznał udaru mózgu, w następstwie którego stał się niepełnosprawny. Ostatnie sześć lat życia spędził w domu Roberta i Signe McMichael, obecnie galeria McMichael Canadian Art Collection w Kleinburgu. Tam też zmarł. Został pochowany na małym cmentarzu na terenie galerii.

## Twórczość

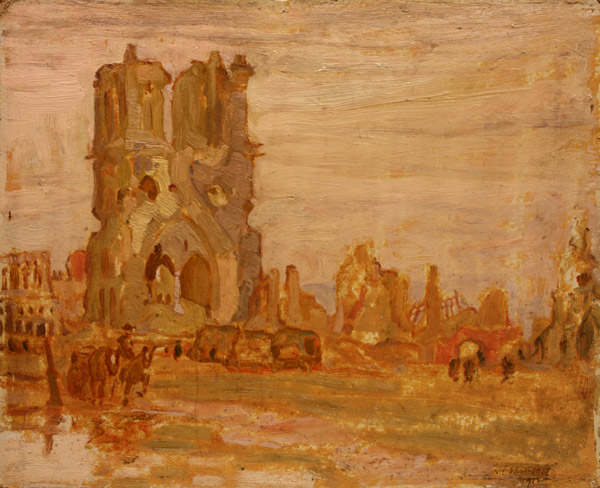
Katedra w Ypres, Belgia, 1917, McMichael Canadian Art Collection
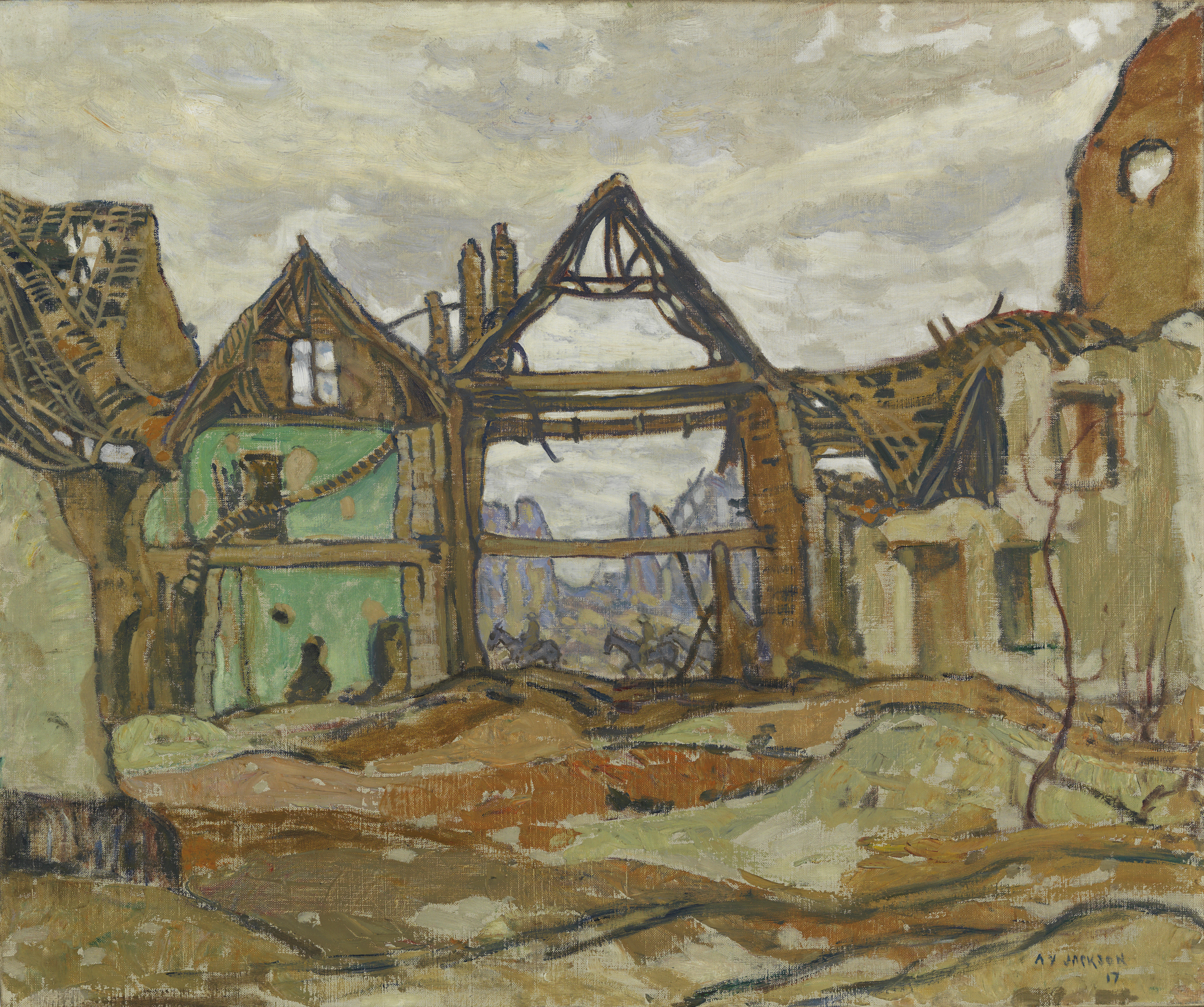
Dom w Ypres, 1917 lub 1918 (?), Kanadyjskie Muzeum Wojny
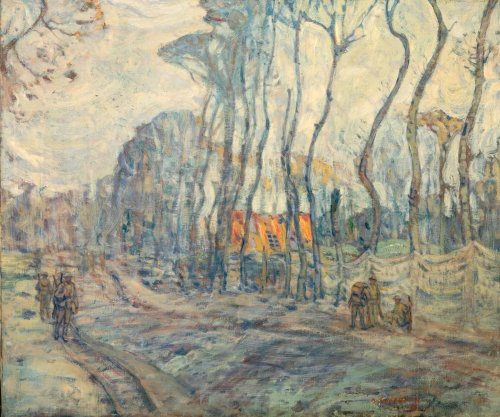
Droga do Kemmel-Vierstraat, 1917, Kanadyjskie Muzeum Wojny
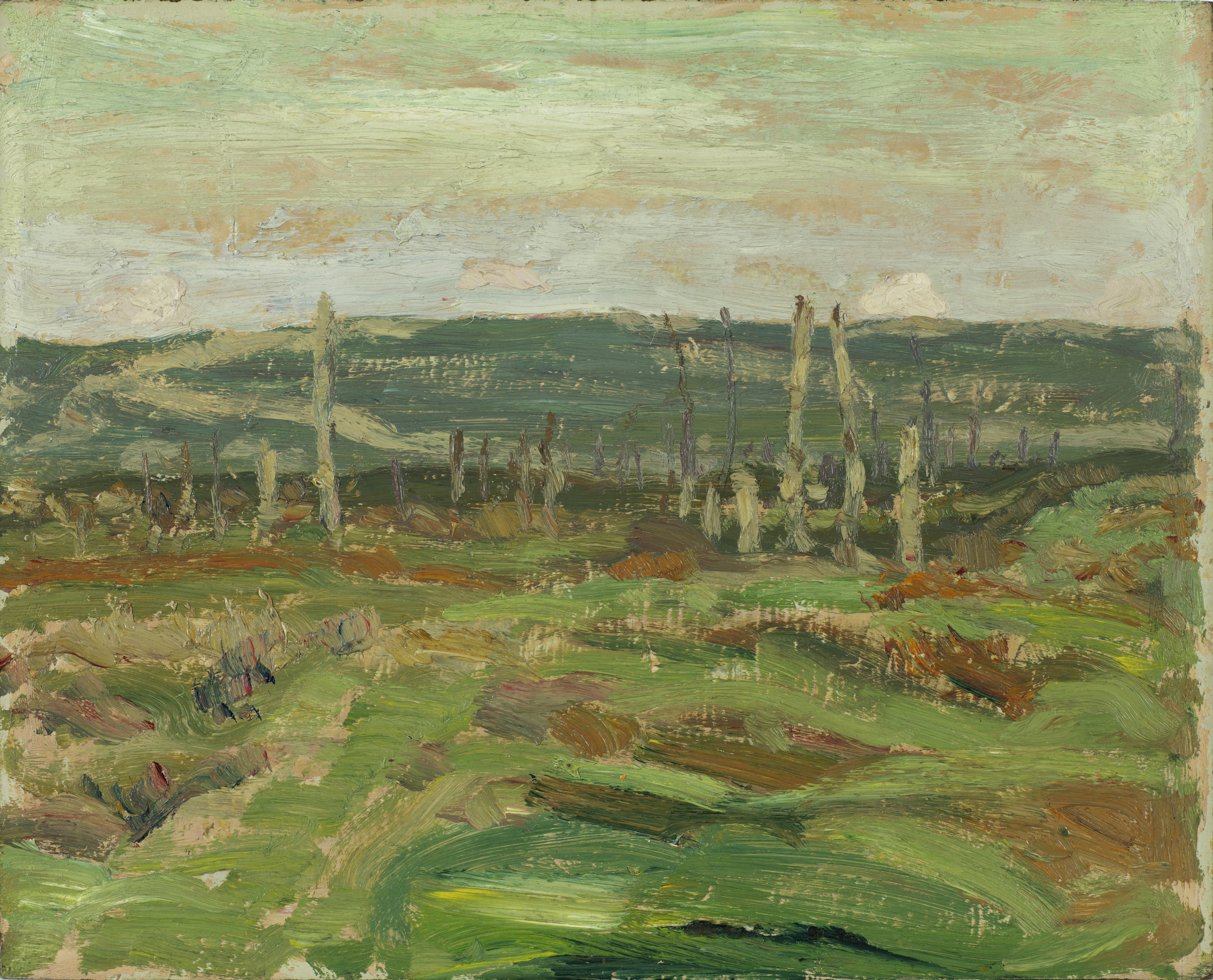
Vimy Ridge od strony Souchez, 1917, Kanadyjskie Muzeum Wojny
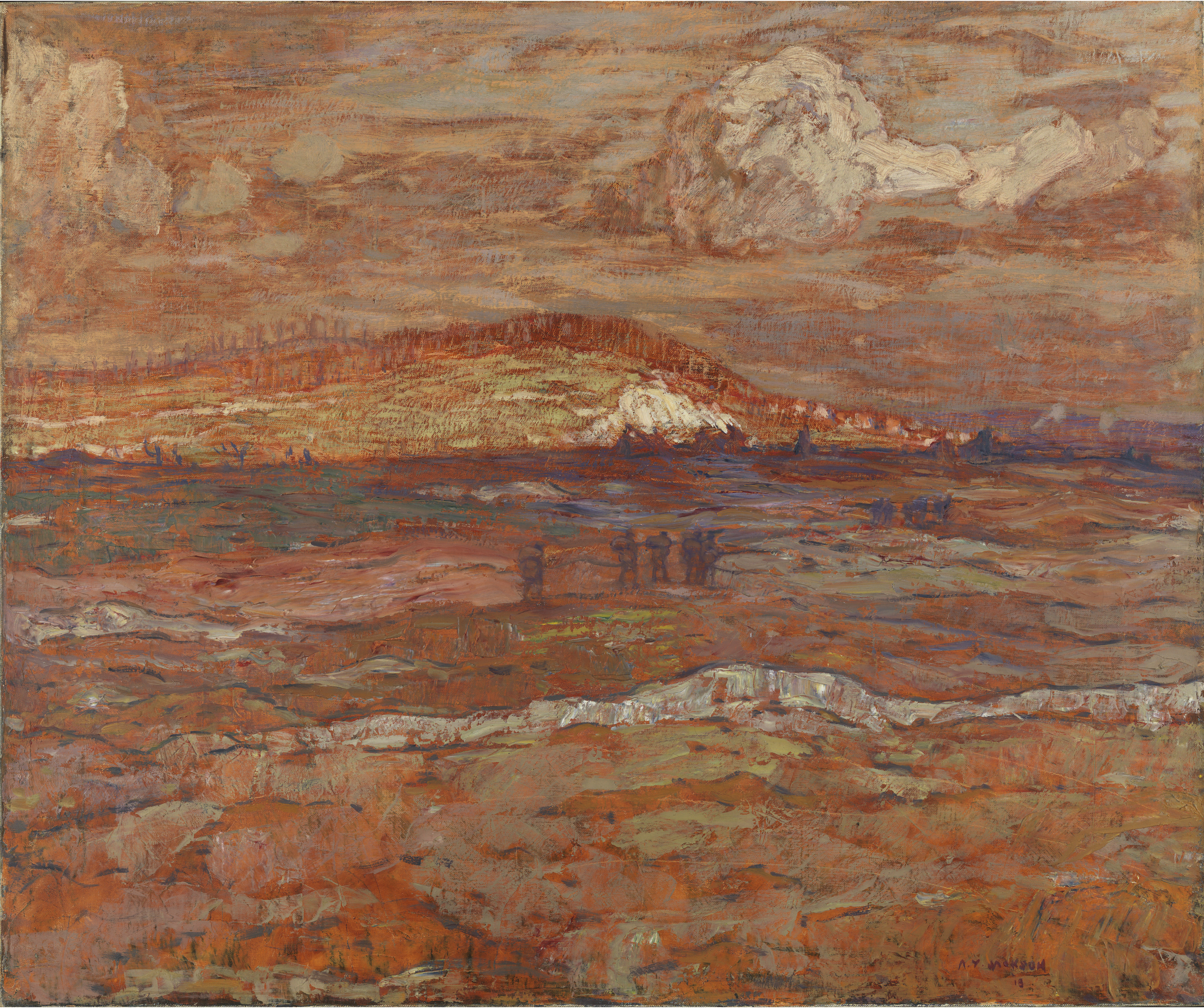
Pimple, wieczór, 1918, Kanadyjskie Muzeum Wojny
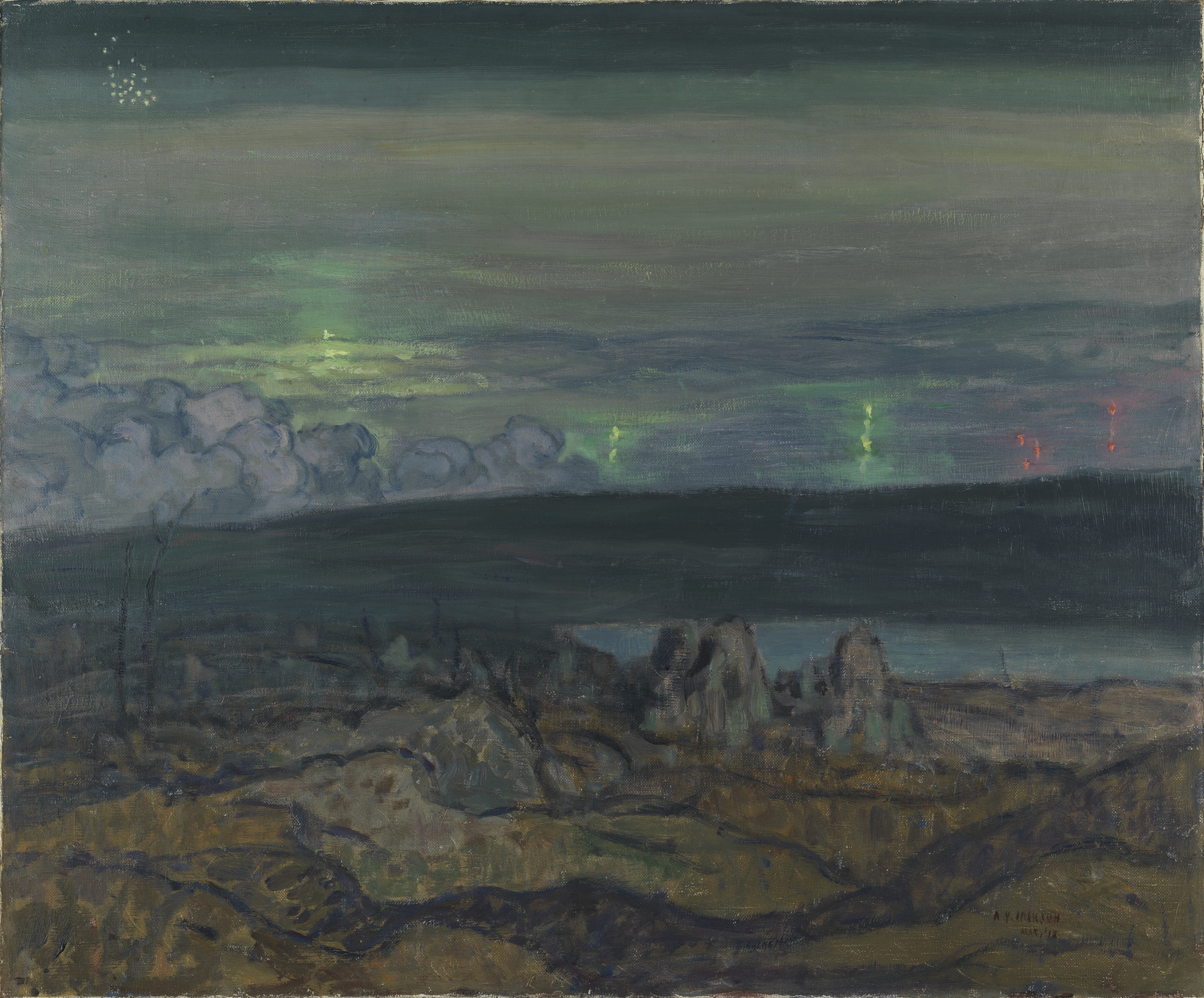
Atak gazowy, Lievin, 1918, Kanadyjskie Muzeum Wojny